# Lesná (Brno)
Lesná je městská čtvrť na severu statutárního města Brna. Je součástí samosprávné městské části Brno-sever, v rámci níž má vlastní katastrální území o rozloze 2,58 km². Území pozdější Lesné, tehdy ještě prakticky bez zástavby, bylo k Brnu připojeno v rámci vzniku Velkého Brna v roce 1919. Žije zde zhruba 16 000 obyvatel, tedy asi třetina obyvatel městské části.
Přestože většinu čtvrti tvoří panelové sídliště, nacházejí se zde také rodinné domy. Zdejší sídliště, které bylo vybudováno v průběhu 60. a 70. let 20. století, je označováno za urbanisticky nejzdařilejší brněnské sídliště. Díky zdejší zeleni, blízkosti lesa a poměrně dobré dostupnosti se tato čtvrť řadí mezi nejatraktivnější části Brna a je přirovnávána k finské Tapiole u Helsinek.
Sousedními brněnskými čtvrtěmi jsou na severozápadě Sadová, na severu Soběšice, na východě Obřany, na jihovýchodě Husovice (s nimiž je Lesná bezprostředně srostlá), na jihu Černá Pole a na jihozápadě Královo Pole.

## Charakteristika
Naprostou většinu čtvrtě tvoří panelové sídliště, postavené na mírném svahu nad silnicí spojující Královo Pole a Husovice a nad železniční tratí Brno – Havlíčkův Brod. Mezi jednotlivými domy se nachází množství zelených ploch a hájků. Sídlištěm vede okružní komunikace (ulice Okružní a Seifertova), středem sídliště prochází hluboká zalesněná Čertova rokle, v níž se nachází amfiteátr, který však již delší dobu není využíván pro koncertní účely. Na západě na hranici se sousedním katastrálním území Sadová se nachází hluboké zalesněné údolí „U Antoníčka“, v němž se (na parcelách, které však již nepatří k Lesné, ale k Sadové a tím současně k městské části Brno-Královo Pole) nacházejí kaplička sv. Antoníčka se studánkou „U Antoníčka“, níže pak Zaječí potok.
V místě dnešního sídliště se nacházelo několik roklí, které byly většinou zasypány, zůstala pouze Čertova rokle. Nestabilní podloží na zasypaných místech ale později způsobilo popraskání některých budov, které na něm stojí, například obchodu v Loosově ulici.
Díky zdařilému urbanistickému rozložení sídliště bylo roku 2004 navrženo, aby se Lesná stala městskou památkovou zónou, která by tento celek uchránila před další nekontrolovanou výstavbou.

### Další domovní komplexy
Vedle vlastního sídliště Lesná se na katastru Lesné nacházejí tyto další samostatné komplexy:
- původně královopolská Divišova čtvrť, ležící v prudkém svahu na jihozápadním okraji katastru Lesné a vzniklá původně jako nouzová kolonie ve 20. a 30. letech 20. století, také zvaná „Šanghaj“
- komplex řadových rodinných domů ze 70. let na severovýchodě Lesné s ulicemi Kupkova, Plachtova, Šalounova a Španielova (tato oblast původně náležela ke katastrálnímu území Obřany)
- řada rodinných domů na východní straně Seifertovy ulice (severní část, na jihu ohraničená jižní hranicí parcely č. 912/15, náležela ke katastrálnímu území Obřany, jižní část ke katastrálnímu území Husovice), jimž se dodnes říká „Kamčatka“
- sídliště „Barvy“, ležící východně Seifertovy a severně Soběšické ulice
- původně husovická „Čtvrť Nade mlýnem“, zahrnující rodinnou zástavbu v ulicích Holubova, Soběšická, Studená a Vyhlídka, kterou obkružuje komplex bytových domů v ulicích Studená a Marie Majerové (čtvrť přesahuje na území Husovic)
- bytový komplex Majdalenky I, rozkládající se na severu Lesné mezi ulicemi Okružní a Majdalenky
- bytový komplex Nové Majdalenky severně od komplexu Majdalenky I

V současné době probíhá další výstavba bytového komplexu Nové Majdalenky a rekonstrukce stávající zástavby (oprava chodníků, veřejného osvětlení, zateplování domů).

### Občanská vybavenost
V Lesné se nacházejí dva hlavní areály služeb, jeden na jihu v prostoru Halasova náměstí, druhý na severu okolo autobusové stanice Haškova. Řada služeb je využívána i obyvateli sousedních čtvrtí zejména v severním směru (Soběšice, Útěchov atd.).

#### Obchody
Obyvatelé Lesné mají k dispozici čtyři nákupní střediska: v severní části sídliště nedaleko bytového komplexu Majdalenky supermarket Billa, v jižní části Lesné pak Albert, Lidl a Penny Market.

#### Školy
Pro západní část sídliště je spádová ZŠ a MŠ Milénova, pro východní pak ZŠ a MŠ Blažkova. V její blízkosti se nachází Gymnázium J. G. Mendela. Kromě toho se na Lesné nachází ZUŠ Jaroslava Kvapila a Taneční konzervatoř (ul. Nejedlého), speciální ZŠ a MŠ Ibsenova a ZŠ a MŠ pro sluchově postižené na ul. Šrámkově.

#### Zdravotnictví
Na Halasově náměstí se nachází Poliklinika Lesná.

#### Pošta
Poštovní úřad Brno 38 na ul. Haškově a Řídící depo Brno 73 na Okružní (na jihu čtvrti).

#### Služby motoristům
Na jižním konci ul. Okružní čerpací stanice Shell a v severní části čerpací stanice EuroOil s nabíjecí stanicí PRE. Poblíž se také nachází autoservis a prodejna motoristického zboží.

#### Další
Sběrné dvory v Okružní na jihu čtvrti a v Dusíkově na severu čtvrti. Sportovní areál s krytým bazénem na Halasově náměstí.

## Obyvatelstvo
| 1970   | 1980   | 1991   | 2001   | 2011   | 2021   |
| ------ | ------ | ------ | ------ | ------ | ------ |
| 20 069 | 20 355 | 16 655 | 15 154 | 16 152 | 15 981 |

## Doprava
Čtvrť se nachází stranou hlavních dopravních tahů, pouze po ulici Seifertově vede místní průjezdní silnice z centra Brna na sever do Soběšic. Přesto je Lesná velmi dobře dostupná z velkého městského okruhu, který vede jižně kolem čtvrti (dva nájezdy).
Obsluha městskou hromadnou dopravou je zajištěna především tramvajovými linkami 7 a 9 z centra na konečnou ve smyčce Čertova rokle uprostřed sídliště, z nichž je na uzlové zastávce Halasovo náměstí přestup na autobusové linky 46 a 57 obsluhující páteřní ulice Okružní a Seifertovu. Linka 46 je ukončena na Haškově, linka 57 pokračuje do Soběšic a Útěchova, případně i dál za hranice Brna. Halasovo náměstí a celý jih Lesné mají dále přímé spojení s mnoha částmi Brna díky okružním linkám 44 a 84, posíleným ve špičkách linkou 72. Pro spojení s centrem je využívána také kombinace tramvajové linky 5 do smyčky Štefánikova čtvrť (Černá Pole) s navazujícími autobusy na Lesnou. Dlouhodobě se plánuje prodloužení této tramvajové trati až na území Lesné.
Alternativou spojení do Lesné je také vlaková doprava, neboť v prosinci 2006 byla na trati z Brna hl. n. a Židenic do Králova Pole (směr Tišnov, Křižanov) na jižním okraji čtvrti otevřena železniční zastávka Brno-Lesná. Zastavují zde osobní vlaky na lince S3 IDS JMK, která má čtvrt- až půlhodinový takt a poskytuje nejrychlejší spojení například na hlavní nádraží.
Noční doprava na Lesnou je zajištěna především linkou N92, která projíždí celým sídlištěm, doplněná v jižní části linkou N93 (z centra přes Halasovo náměstí na Kociánku a dál směr Sadová, Soběšice).

## Historie
Moderní Lesná se rozkládá na pozemcích, jež až do 60. let náležely ke katastrálním územím Královo Pole (přibližně polovina katastru Lesné na západě), Husovice (necelá východní polovina a sever Lesné) a Obřany (severovýchodní okrajová část katastru Lesné na východní straně Seifertovy ulice a Kupkova ulice s okolím). Hranice mezi královopolskou a husovickou částí probíhala západně od Čertovy rokle. Od roku 1909 bylo v prostoru dnešního sídliště vojenské cvičiště. Po roce 1925 začala na jihozápadě dnešního katastru Lesné vznikat jako nouzová kolonie Divišova čtvrť. Ve stejné době vznikla na východě dnešní Lesné „Čtvrť Nade Mlýnem“, jež byla od 60. let rozšiřována. Mezi těmito sídelními celky bylo v letech 1962–1973 podle projektu Viktora Rudiše, Ivana Veselého a Františka Zounka postaveno na „zeleném drnu“ nové panelové sídliště Lesná. Původně se podle polohy za železniční tratí nazývalo „Za Tišnovkou“, ale 24. března 1963 získalo svůj dnešní název. V celém sídlišti se uskutečnila rozsáhlá výsadba zeleně. Jako důsledek radikální druhé katastrální reformy Brna z let 1966–1969 vzniklo roku 1969 nové katastrální území Lesná. Počátkem 70. let vznikla na východní straně Seifertovy ulice skupina rodinných domů, jihovýchodně od nich vzniklo menší nízkopodlažní sídliště Barvy. V letech 1973–1982 byla na jihu Lesné u silnice v Okružní ulici postavena podle projektu Viktora Rudiše v akci „Z“ sportovní areál s bazénem a tělocvičnou. V dubnu 1997 se započalo podle projektu Ing. arch. Miroslava Kolofíka s výstavbou moderního bytového komplexu Majdalenky I. na severu Lesné při severní straně Okružní ulice, dokončeného v prosinci roku 2000. V dalších letech vznikl severně od něj bytový komplex Nové Majdalenky, který na předchozí volně navazuje.
Už od založení sídliště usilovali obyvatelé o vybudování vlastního kostela, avšak teprve v letech 2017–2020 byl v ulici Nezvalově (nad smyčkou Čertova rokle) postaven kostel blahoslavené Marie Restituty. V domě pro seniory na severu Lesné se dále nachází kaple sv. Ludmily.

### Vývoj administrativní příslušnosti
Do roku 1919 byly části dnešní Lesné součástí obce Obřany a měst Husovic a Králova Pole. 16. dubna 1919 byly tyto tři obce připojeny k Brnu, do roku 1939 v nich však působily zastupitelské orgány (místní výbory) s omezenými kompetencemi. Po vzniku Protektorátu Čechy a Morava byly tyto orgány rozpuštěny a místo nich zde působily jen místní úřadovny. 
Po osvobození Brna vznikly roku 1945 v těchto třech bývalých obcích MNV, které zde působily do 31. prosince 1946. Od 1. ledna 1947 do roku 1949 bylo území dnešní Lesné součástí městských obvodů Brno IV (část patřící ke k.ú. Královo Pole) a Brno V (části patřící ke k.ú. Husovice a Obřany). V letech 1949–1954 bylo území dnešní Lesné součástí městských obvodů Brno VII (část patřící ke k.ú. Královo Pole) a Brno VIII (části patřící ke k.ú. Husovice a Obřany). V letech 1954–1957 území dnešní Lesné součástí městských obvodů Brno V (část patřící ke k.ú. Královo Pole) a Brno III. (části patřící ke k.ú. Husovice a Obřany). V letech 1957–1960 bylo území dnešní Lesné součástí městských obvodů Brno V (část patřící ke k.ú. Královo Pole), Brno III (část patřící ke k.ú. Husovice) a Brno XIII-Maloměřice (část patřící ke k.ú. Obřany). V letech 1960–1971 bylo území dnešní Lesné součástí obvodů Brno V (část patřící do roku 1968 ke k.ú. Královo Pole), Brno III (část patřící do roku 1968 ke k.ú. Husovice) a Maloměřice (část patřící do roku 1968 ke k.ú. Obřany). 
Od 28. října 1971 do roku 1976 bylo území dnešní Lesné součástí městských obvodů Brno V (ZSJ Divišova čtvrť) a Brno III (zbytek Lesné). Od 1. srpna 1976 do 23. listopadu 1990 bylo celé k.ú. Lesná součástí městského obvodu Brno III. Od 24. listopadu 1990 je celé k.ú. Lesná součástí moderní samosprávné městské části Brno-sever.

## Farnost
V jižní části Lesné v Nezvalově ulici, poblíž konečné tramvaje, byl postaven začátkem 21. století objekt komunitního centra Martina Středy a Marie Restituty, které je střediskem zdejší farnosti. Kostel blahoslavené Marie Restituty byl v sousedství areálu realizován v letech 2017–2020.

## Sport
V roce 1957 byla založena Tělovýchovná jednota Start Brno, která provozuje 8 sportovních odvětví (fotbal, florbal, dráhový golf (minigolf), lukostřelba, nohejbal, turistika, lyžování a tenis). Sídlí na Loosově ulici v severní části čtvrti. Fotbalový klub zaznamenal od roku 2015 značný vzestup a z městského přeboru se propracoval až do regionálních soutěží. Od roku 2023 nastupuje v MSFL (třetí liga).